# Hydrovatus brunneus
Hydrovatus brunneus is een keversoort uit de familie waterroofkevers (Dytiscidae). De wetenschappelijke naam van de soort is voor het eerst geldig gepubliceerd in 1961 door Guignot.